# Hemiphractidae
Hemiphractidae är en familj av groddjur som ingår i ordningen stjärtlösa groddjur (Anura). Enligt Catalogue of Life omfattar familjen Hemiphractidae 92 arter. 
Familjens medlemmar förekommer i tropiska delar och bergstrakter av Sydamerika samt norrut till Costa Rica. De hittas även i Trinidad och Tobago.
Underfamiljer och släkten enligt Amphibian Species of the World och Catalogue of Life:
- Cryptobatrachinae
  - Cryptobatrachus, 6 arter.
  - Flectonotus, 2 arter.
- Hemiphractinae
  - Fritziana, 4 arter.
  - Gastrotheca, 68 arter.
  - Hemiphractus, 6 arter.
  - Stefania, 19 arter.